# Бурдень
Бурдень, Бурдені (рум. Burdeni) — село у повіті Телеорман в Румунії. Входить до складу комуни Балач.
Село розташоване на відстані 91 км на захід від Бухареста, 54 км на північний захід від Александрії, 90 км на схід від Крайови.

## Населення
За даними перепису населення 2002 року у селі проживали 228 осіб, усі — румуни. Усі жителі села рідною мовою назвали румунську.